# Straža na Drini
Straža na Drini (njem. Wacht an der Drina) je ratni dokumentarni i propagandni film snimljen za vrijeme Nezavisne Države Hrvatske, 1942. godine. 

## Nastanak filma
Nastao je spajanjem viškova snimljenih materijala ratnih snimatelja. Radnja traje oko 30 minuta. Film je sastavljen montažno te je nagrađen Mjedenom diplomom na Biennalu u Veneciji 1942. godine, a to je predstavljalo prvu međunarodnu nagradu za jedan film iz NDH. Najpoznatiji je film snimljen u NDH. Vrhunac propagandnih nastojanja NDH.

## Filmska ekipa
Redatelj, scenarist, montažer i direktor fotografije je Branko Marjanović. Direktori fotografije su i Branko Blažina, Ignjat Habemueller, Josip Akčić i Stjepan Barbarić.

## Radnja
Radnja prati oružane snage NDH i Crnu legiju u njihovoj borbi za slobodu hrvatskog naroda i države protiv pobunjenih komunističkih partizana u bosanskim selima. Partizani napadaju mjesno stanovništvo i pale kuće te se skrivaju u selima. Poglavnik NDH,  Ante Pavelić, posjećuje mjesta i osobno je kod mještana dočekan kao junak u scenama u kojima se također pokazuju štete koje su počinili pobunjeni partizani protiv pučanstva. Hrvatske oružane snage su potjerale komuniste iz sela u kojima su se skrivali. Nakon odlaska komunista, u selima se vraća red i mir, obnavljaju se srušene kuće i mostovi, a stanovništvo radosno pleše pučke plesove i iznova obavljaju radne zadatke na polju. Prilikom posjeta brojnim bosanskim mjestima, veliko mnoštvo stanovništva je Pavelića dočekalo s oduševljenjem kao dokaz povjerenja hrvatskog naroda prema Paveliću i NDH.

## Glazba
- Richard Wagner: Die Walküre
- Ustaška se vojska diže

## Poveznice
- Borci za Hrvatsku
- Hrvatski slikopisni tjednik
- Slikopis u Nezavisnoj Državi Hrvatskoj

## Vanjske poveznice
- Straža na Drini u internetskoj bazi filmova IMDb-a